# Leo Golowin
Leonid (Leo) Golowin, född 25 februari 1903 i S:t Petersburg i Ryssland, död 23 maj 1969 i Helsingfors i Finland, var en finländsk skådespelare och teaterchef.

## Biografi
Golowin, vars far var generalmajor, flyttade till Stockholm 1924 och fick sin dramatiska utbildning hos Anna Norrie, Maria Schildknecht och Hilma Henningsson. Han medverkade i stumfilmen En perfekt gentleman (1927) med Gösta Ekman. 1927–1929 tillhörde Golowin Helsingborgs stadsteaters ensemble. Han reste på turnéer i Sverige 1928–1932 och var bland annat engagerad vid Allan Rydings teatersällskap.
Golowin var anställd vid Åbo svenska teater som förste regissör från 1930 och var dess chef mellan 1937 och 1945. Han var biträdande teaterchef vid Svenska Teatern i Helsingfors 1945–1952 och därefter skådespelare vid denna teater. Han medverkade i Finlands Rundradio och var med i flera TV-produktioner.
Golowin var gift 1928–1941 med den svenska skådespelaren Brita Öberg och från 1942 med Maggie Furuhjelm.

## Teater

### Roller
| År   | Roll                         | Produktion                                                                             | Regi               | Teater                       |
| ---- | ---------------------------- | -------------------------------------------------------------------------------------- | ------------------ | ---------------------------- |
| 1926 | Therlant, expeditionschef    | De nya herrarna (Les Nouveaux Messieurs) Robert de Flers och Francis de Croisset       | Harry Roeck-Hansen | Svenska Teatern, Helsingfors |
| 1926 | Gino Riccordi                | Otrogen (Infedele) Roberto Bracco                                                      | Tollie Zellman     | Svenska Teatern, Helsingfors |
| 1927 | Adam                         | Komedin på slottet Ferenc Molnár                                                       | Albert Nycop       | Helsingborgs stadsteater     |
| 1927 | Pimentelli                   | Kristina August Strindberg                                                             | Gösta Cederlund    | Helsingborgs stadsteater     |
| 1927 | Polisen                      | En bättre herre Walter Hasenclever                                                     | Gösta Cederlund    | Helsingborgs stadsteater     |
| 1927 | John Lenley                  | Mysteriet Milton Edgar Wallace                                                         | Gösta Cederlund    | Helsingborgs stadsteater     |
| 1927 | Karl Henrik                  | Halta Lena och vindögda Per Ernst Fastbom                                              | Albert Nycop       | Helsingborgs stadsteater     |
| 1927 | Lord Rockmere                | Bättre folk Avery Hopwood och David Gray                                               | Gösta Cederlund    | Helsingborgs stadsteater     |
| 1928 | Stop                         | Gröna hissen Avery Hopwood                                                             | Albert Nycop       | Helsingborgs stadsteater     |
| 1928 | Thorolf                      | Kämparna på Helgeland Henrik Ibsen                                                     | Albert Nycop       | Helsingborgs stadsteater     |
| 1928 |                              | Spöktåget Arnold Ridley                                                                | Gösta Cederlund    | Helsingborgs stadsteater     |
| 1930 | Geoffrey Trent               | Ungkarlspappan (The Bachelor Father) Edward Childs Carpenter                           | Oscar Tengström    | Åbo Svenska Teater           |
| 1930 |                              | Flärd och flirt (These Pretty Things) Gertrude E. Jennings                             | Oscar Tengström    | Åbo Svenska Teater           |
| 1930 |                              | § 193 (Storken) Thit Jensen                                                            | Oscar Tengström    | Åbo Svenska Teater           |
| 1930 |                              | Napoleon ingriper (Napoleon greift ein) Walter Hasenclever                             | Oscar Tengström    | Åbo Svenska Teater           |
| 1930 |                              | Sex Appeal (Aren’t We All?) Frederick Lonsdale                                         | Rafael Stenius     | Åbo Svenska Teater           |
| 1930 |                              | Min syster och jag (Meine Schwester und ich) Ralph Benatzky och Robert Blum            | Oscar Tengström    | Åbo Svenska Teater           |
| 1931 | Baronen                      | Fyra herrar i frack László Lakatos                                                     | Oscar Tengström    | Åbo Svenska Teater           |
| 1931 |                              | Marius Marcel Pagnol                                                                   | Oscar Tengström    | Åbo Svenska Teater           |
| 1931 |                              | Diktatorn (Le Dictateur) Jules Romains                                                 | Konni Wetzer       | Åbo Svenska Teater           |
| 1931 | Kommendörkapten Maitland     | Amiralen kommer (The Middle Watch) Ian Hay och Stephen King-Hall                       | Oscar Tengström    | Åbo Svenska Teater           |
| 1931 | Greve Gustav von Pottenstein | Leendets land (Das Land des Lächelns) Franz Lehár, Ludwig Herzer och Fritz Löhner-Beda | Rafael Stenius     | Åbo Svenska Teater           |
| 1931 | Vining                       | 18 år (Young Woodley) John Van Druten                                                  | Leo Golowin        | Åbo Svenska Teater           |
| 1931 |                              | Reservoarpennan (Töltőtoll) Ladislaus Fodor                                            | Oscar Tengström    | Åbo Svenska Teater           |
| 1931 | En arbetare                  | Aftonstjärnan Hjalmar Söderberg                                                        | Leo Golowin        | Åbo Svenska Teater           |
| 1931 | Perdu, skrivbiträde          | En herre i frack (The Man in Dress Clothes) Seymour Hicks                              | Oscar Tengström    | Åbo Svenska Teater           |
| 1931 | Harris Henderson             | Gipsy (Prosit Gipsy ) August Neidhart, Henry Neidhart och Robert Gilbert               | Rafael Stenius     | Åbo Svenska Teater           |
| 1931 | Zamoski, affärsman           | Konto X (Das Konto X) Rudolf Bernauer och Rudolf Österreicher                          | Leo Golowin        | Åbo Svenska Teater           |
| 1932 | Brukspatronen                | Värmlänningarna Fredrik August Dahlgren och Andreas Randel                             |                    | Åbo Svenska Teater           |
| 1932 | William P. Harrison          | Chaufför Antoinette (Chauffeur Antoinette) Jean de Létraz och Suzette Desty            |                    | Åbo Svenska Teater           |
| 1932 | En skeppsofficer             | Med ödet ombord Alfred Anderssén                                                       | Oscar Tengström    | Åbo Svenska Teater           |
| 1932 | Napoleon S:t Cloche          | Bajadären (Die Bajadere) Emmerich Kálmán, Julius Brammer och Alfred Grünwald           | Rafael Stenius     | Åbo Svenska Teater           |
| 1932 | Holman, kontorschef          | Mr Wu Harry M. Vernon och Harald Owen                                                  | Oscar Tengström    | Åbo Svenska Teater           |
| 1955 | Clive                        | Fyrtal                                                                                 | Åke Engfeldt       | Helsingborgs stadsteater     |
| 1955 | Eduard Taaffe                | Mayerlingdramat Maxwell Anderson                                                       | Johan Falck        | Helsingborgs stadsteater     |
| 1955 | Överste Purdy                | Thehuset Augustimånen John Patrick                                                     | Stig Olin          | Helsingborgs stadsteater     |
| 1956 | Hernan Tecos                 | El Matador Leslie Stevens                                                              | Johan Falck        | Helsingborgs stadsteater     |
| 1956 | Vincent Kress                | Urladdning Clifford Odets                                                              | Gunnar Ekström     | Helsingborgs stadsteater     |
| 1956 | Baron de Varville            | Kameliadamen Alexandre Dumas den yngre                                                 | Johan Falck        | Helsingborgs stadsteater     |
| 1956 | Parmeline                    | Gröna fracken Gaston Arman de Caillavet och Robert de Flers                            | Johan Falck        | Helsingborgs stadsteater     |
| 1956 | Doktor Bonfant               | Toreadorvalsen Jean Anouilh                                                            | Johan Falck        | Helsingborgs stadsteater     |
| 1957 | Don Basile                   | Barberaren i Sevilla Pierre de Beaumarchais                                            | Johan Falck        | Helsingborgs stadsteater     |
| 1957 | Andreas von Degerfelt        | Ett brott Sigfrid Siwertz                                                              | Johan Falck        | Helsingborgs stadsteater     |
| 1957 | Esteban                      | Markisinnan Noël Coward                                                                | Gunnar Ekström     | Helsingborgs stadsteater     |
| 1957 | Roland Delahaye              | Spindelnätet Agatha Christie                                                           | Eva Sköld          | Helsingborgs stadsteater     |

### Regi
| År   | Produktion                                          | Upphovsmän                                                         | Teater                   |
| ---- | --------------------------------------------------- | ------------------------------------------------------------------ | ------------------------ |
| 1931 | Spöktåget The Ghost Train                           | Arnold Ridley                                                      | Åbo Svenska Teater       |
| 1931 | 18 år Young Woodley                                 | John Van Druten                                                    | Åbo Svenska Teater       |
| 1931 | Aftonstjärnan                                       | Hjalmar Söderberg                                                  | Åbo Svenska Teater       |
| 1931 | Konto X Das Konto X                                 | Rudolf Bernauer och Rudolf Österreicher Översättning Eja Tengström | Åbo Svenska Teater       |
| 1938 | Natt över havet                                     | Harry Blomberg                                                     | Åbo Svenska Teater       |
| 1938 | Kyskhet                                             | Vilhelm Moberg                                                     | Åbo Svenska Teater       |
| 1955 | Mister Ernest The Importance of Being Earnest       | Oscar Wilde Översättning Elisabeth Lovén-Hansson                   | Helsingborgs stadsteater |
| 1956 | Drottningen och rebellerna La regina e lgli insorti | Ugo Betti Översättning Karin Hybinette                             | Helsingborgs stadsteater |
| 1957 | Charleys tant Charley's Aunt                        | Brandon Thomas Översättning Gösta Rybrant                          | Helsingborgs stadsteater |

## Memoarer
- Plats på scenen: En skådespelare ser på sin värld. 1961